# Color Pink
Color Pink는 2008년 5월 29일에 발표한 씨야&다비치&블랙펄의 프로젝트 싱글이다. 활동한 6명을 Color Pink로 지칭하기도 한다.

## 트랙 목록
1. Blue Moon
2. Blue Moon(Inst.)

## 특징
- 이 앨범의 노래는 Blue Moon 한곡만 있다.
- 시중에 판매하지 않은 프로모션용 앨범도 있다.